# Instrucción de Embalaje P650
Según el Acuerdo ADR, la Instrucción de Embalaje P650 se aplica al N.º ONU 3373 y está prescrita para el transporte de Sustancias Infecciosas de Categoría B. Esta instrucción equivale a la Instrucción de embalaje 650 IATA, aunque la diferencia principal es que para la segunda, la prueba de presión tiene que ser realizada entre -40 °C y +55 °C, en previsión de los cambios de temperatura que se pueden producir en la bodega de un avión.

## Embalaje completo
Esta instrucción define que el embalaje será de buena calidad y lo suficientemente robusto para soportar los golpes y cargas habituales del transporte, incluyendo el trasbordo entre vehículos, contenedores y almacén o la manipulación manual o mecánica. Los embalajes se construirán y cerrarán de forma que se evite cualquier fuga de su contenido, en las condiciones normales de transporte, por vibración o por cambios de temperatura, humedad o presión.

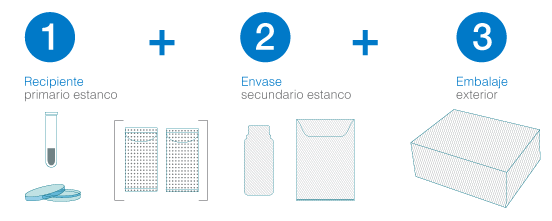
Sistema de triple embalaje para envío de muestras infecciosas Categoría B

Deberá estar formado por los componentes del triple embalaje:
1. Recipiente primario
2. Embalaje secundario
3. Embalaje exterior

De estos, el secundario o el exterior deberá ser rígido.
Los recipientes primarios se embalarán en los embalajes secundarios de forma tal que eviten, en las condiciones normales de transporte, que puedan romperse, perforarse o dejar escapar su contenido en el embalaje secundario.
Los embalajes secundarios deben colocarse en embalajes exteriores con interposición de un material de relleno adecuado. Cualquier fuga de contenido no debe implicar ninguna interacción apreciable de las propiedades protectoras del material de relleno o del embalaje exterior.
El bulto completo deberá superar con éxito el ensayo de caída de una altura de caída de 1,2 metros. Después del ensayo de caída, no deberá haber fugas de los recipientes primarios, que deberán mantenerse protegidos por el material absorbente cuando se requiera.
Al menos la superficie del embalaje exterior deberá tener unas dimensiones mínimas de 100 × 100 mm.

### Líquidos
Para las materias líquidas:
- El o los recipientes primarios deben ser estancos.
- El embalaje secundario debe ser estanco.
- Si se colocan varios recipientes primarios frágiles dentro de un único embalaje secundario, se envolverán individualmente o se separarán para prevenir cualquier contacto con ellos.
- Se debe colocar el material absorbente entre el recipiente primario y el embalaje secundario. La cantidad de material absorbente, debe ser suficiente para absorber todo el contenido de los recipientes primarios de manera que una fuga de materia líquida no afecte al material de relleno o al embalaje secundario.
- El recipiente primario o el embalaje secundario deben resistir sin escapes una presión interna de 95kPa (0,95 bar).

### Sólidos
Para las materias sólidas:
- El o los recipientes primarios deben ser estancos a los pulverulentos.
- El embalaje secundario será estanco a los pulverulentos.
- Si en un embalaje secundario único se introducen varios recipientes primarios frágiles, éstos deben envolverse individualmente o ir separados de manera se evite cualquier contacto entre ellos.
- Cuando haya dudas sobre la presencia de líquido residual en el recipiente primario durante el transporte, deberá utilizarse un embalaje adaptado para líquidos, que contenga material absorbente.

### Refrigerados
Muestras refrigeradas o congeladas: hielo, hielo seco o nitrógeno líquido:
- Cuando se utilice hielo seco o nitrógeno líquido para mantener los especímenes fríos, serán aplicables todas las disposiciones del Acuerdo ADR. Si se utiliza hielo o hielo seco, se colocará por fuera del embalaje secundario o en el embalaje exterior o sobreembalaje. Se colocarán soportes interiores para garantizar la posición inicial de los embalajes secundarios después de que el hielo se funda o el hielo seco se haya evaporado. Si se utiliza hielo, el embalaje exterior debe ser estanco. Si se utiliza hielo seco, el embalaje se diseñará y construirá para permitir el alivio de gas dióxido de carbono, para prevenir la formación de sobrepresiones que puedan romper el embalaje y se marcarán con "Dióxido de carbono, sólido" o "hielo seco".
- El recipiente primario y el embalaje secundario deberán mantener su integridad a la temperatura de refrigeración utilizada, así como a las temperaturas y presiones que puedan resultar si se pierde la refrigeración.

## Marca/etiqueta

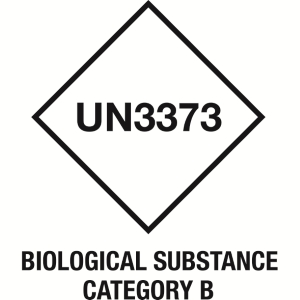
Marca UN 3373 Materia Biológica Categoría B.

Para el transporte se dispondrá en la superficie exterior de cada embalaje exterior la marca que se muestra a continuación, en un fondo que contraste con ella y sea fácilmente visible y legible. La marca deberá tener la forma de un cuadrado con un vértice hacia abajo (en rombo) con unas dimensiones mínimas de 50 mm. x 50 mm., el grosor de las líneas deberá ser al menos de 2 mm. y la altura de las letras y cifras deberá ser al menos de 6 mm. La designación oficial de transporte de "MATERIA BIOLÓGICA, CATEGORÍA B", en letras de al menos 6 mm de altura, deberá ser marcada en el embalaje exterior al lado de la marca en forma de rombo.